# Titterten
Titterten é uma comuna da Suíça, no Cantão de Basileia-Campo. Em 2017 possuía 414 habitantes. Estende-se por uma área de 3,71 km², de densidade populacional de 111,6 hab/km². Confina com as comunas de Arboldswil, Liedertswil, Niederdorf, Oberdorf e Reigoldswil. 
A língua oficial nesta comuna é a língua alemã.

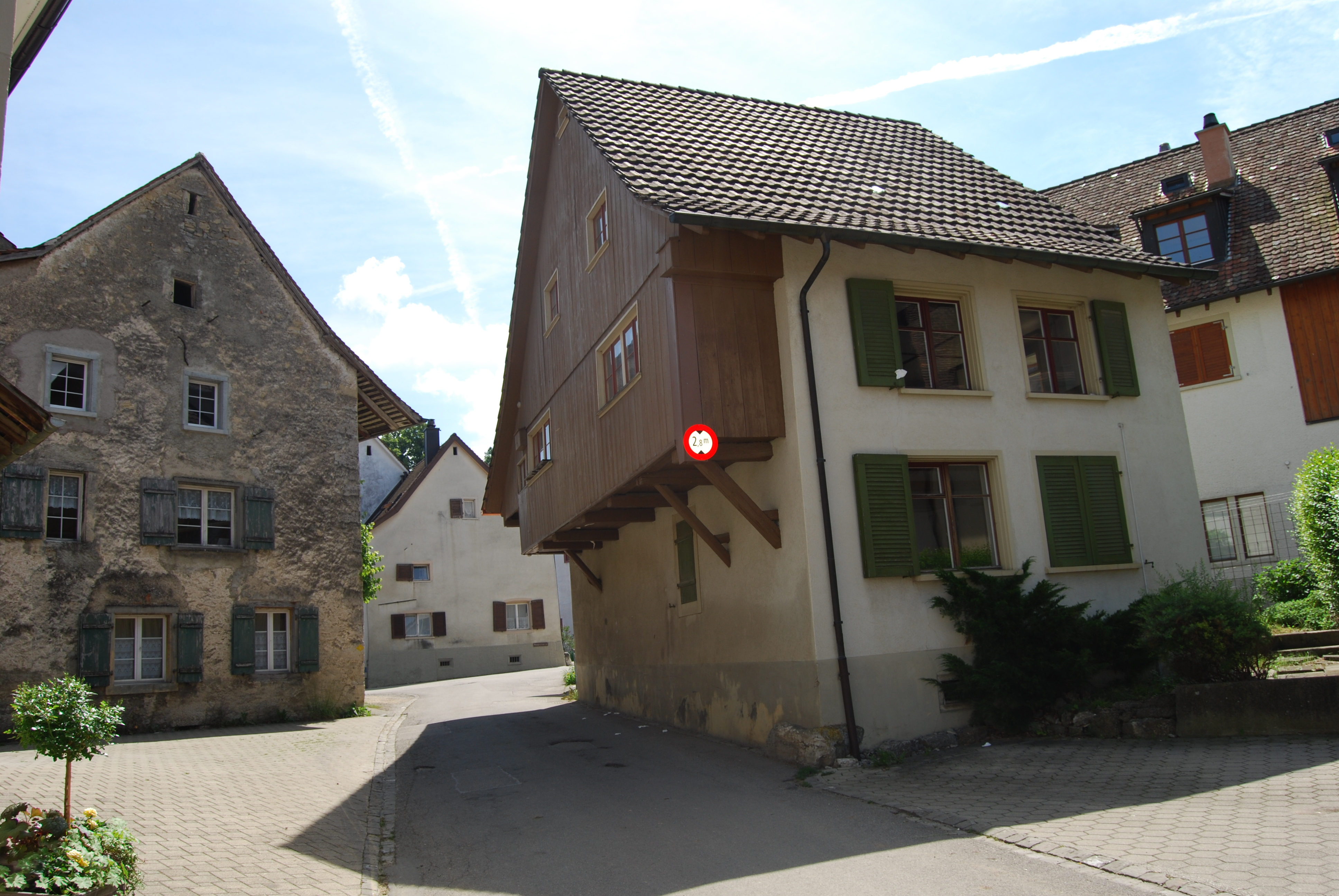
Titterten